# Джексон, Хьюитт
Хьюитт Робинсон Джексон (англ. Hewitt Robinson Jackson; 3 мая 1914, Сиэтл — 4 сентября 2007) — американский художник, известный подробными и исторически точными изображениями парусных судов.
Джексон вырос на берегах озера Вашингтон, где в это время базировался последний в США китобойный флот, и с 12-летнего возраста участвовал в китобойном промысле. Постепенно он самоучкой выучился рисовать, первоначально изображая окружавшие его суда. Во время службы в армии США исполнял обязанности картографа, затем работал чертёжником-картографом при отделении океанографии Вашингтонского университета. С 1950-х гг. перешёл к изображению исторических кораблей парусного флота. В числе наиболее известных работ Джексона — изображения барка «Дискавери» Джорджа Ванкувера и его транспортного судна «Дедал», брига «Чатем» Уильяма Броутона, шхуны «Экзакт», на которой в 1851 г. в район будущего Сиэтла прибыли первые белые поселенцы, и т. д. Работы Джексона постоянно экспонировались на выставках в Сиэтле, использовались в качестве иллюстраций к историческим изданиям (в частности, к опубликованному в 1981 г. судовому дневнику Джона Бойта, офицера Роберта Грея, о тихоокеанской части их кругосветного путешествия 1791—1793 гг.).
На могиле Джексона в городе Белвью выбита строчка из «Морской лихорадки» Джона Мейсфилда:
|  | Мне нужен только высокий корабль и в небе одна звезда.Перевод С. Я. Маршака |